# Партия действия
Партия действия (итал. Partito d'Azione, PdA, отсюда название «ационисты») — либерально-социалистическая политическая партия в Италии. Придерживалась антифашистской и республиканской ориентации, опиралась на леволиберальную интеллигенцию. Её идейную основу заложил убитый фашистами Карло Росселли, лидерами были Ферруччо Парри, Эмилио Люссу и Уго Ла Мальфа, а среди известных членов состояли Леоне Гинзбург, Эрнесто де Мартино, Норберто Боббио, Рикардо Ломбарди, Витторио Фоа, Альтиеро Спинелли, Оронцо Реале, Франко Вентури, Лючио Коллетти, Эухенио Монтале, Ренцо Дзордзи, Карло Леви, Примо Леви, Альтиеро Спинелли и Карло Адзельо Чампи.

## История
Партия действия была основана в июле 1942 года. Вокруг ядра из активистов движения «Справедливость и свобода» (Giustizia e Libertà), сплотилась часть умеренного левого крыла антифашистского движения, консолидация которого началась с конференции в Ассизи в мае 1940 года. Помимо них, в ПД вошли люди, ранее принадлежавшие к различным политическим партиям и организациям: среди них были левые либералы, либеральные демократы, либеральные социалисты (из «Либерал-социалистического движения», основанного группой интеллигенции во главе с Альдо Капитини и Гвидо Калоджеро), республиканцы, федералисты, социалисты, коммунисты. Идеологически они были левыми демократами и наследниками традиций «либерального социализма» Карло Росселли и «либеральной революции» Пьеро Гобетти, предполагавшими синтез немарксистского социализма и крочеанского либерализма на базе гражданских свобод и социальной справедливости, требовавшей радикальных изменений в социально-экономической структуре Италии.
Представители миланской группы, преимущественно либерально-демократического направления, разработали концепцию новой партии, не похожей на силы дофашистского периода, и программу партии — «7 пунктов». В середине 1944 года партия приняла новую программу «16 пунктов», бывшую компромиссом между правым и левым крылом партии. В ней ПД определяла себя как «новое политическое движение, которое исходит из неразрывной связи между политической свободой и социальной справедливостью», а свою социальную базу — как «трудящихся», то есть «рабочих, крестьян, ремесленников, технических специалистов, интеллигенцию и всех, кто живёт за счет собственного труда, не угнетая других».
С января 1943 года партия издавала подпольную газету L’Italia Libera («Свободная Италия») под редакцией Леоне Гинзбурга. В том же году члены партии вступили в контакт с представителями Антигитлеровской коалиции в нейтральной Швейцарии. В частности, эта деятельность была поручена Филиппо Караччоло, связанным с британским Управлением специальных операций. Караччоло пытался предотвратить бомбардировки Италии союзниками и заручиться британской поддержкой Антифашистского комитета, который должен был возглавить новое правительство после переворота против Муссолини.
После перемирия 8 сентября 1943 года вошедшая в Комитет национального освобождения Партия действия активно участвовала в итальянском Движении сопротивления. В нём сформированные партией подразделения — 15 партизанских отрядов, также носившие название «Справедливость и свобода» (Giustizia e Libertà), во главе с Ферруччо Парри — занимали второе место по численности после Гарибальдийских бригад Итальянской коммунистической партии. Если в процентном отношении отряды коммунистов составляли более половины от общего числа участвовавших в вооружённом Сопротивлении, то у ПД — порядка 20 %; остальные принадлежали к независимым, социалистам и христианским демократам. На конец апреля 1945 года в партизанских отрядах ПД насчитывалось 60 тысяч человек, они потеряли около 4,5 тысяч убитыми.
Партия сохраняла чёткую антимонархическую позицию и выступила против Салернской инициативы Пальмиро Тольятти по послевоенному управлению страной. Партия приняла символику с пылающим мечом и в послевоенный период вступила в правительство, заполучив пост премьер-министра для своего представителя Ферруччо Парри с июня по ноябрь 1945 года.
Однако в результате внутрипартийного конфликта между реформистским курсом Уго Ла Мальфы и левосоциалистической линией Эмилио Люссу, усиленного низкими результатами на выборах 1946 года (всего 1,45 % и 7 депутатов), партия пришла в упадок. Большая часть бывших её членов во главе с Рикардо Ломбарди присоединилась к Итальянской социалистической партии, в то время как группа Ла Мальфы (как Движение за республиканскую демократию) вступила в Итальянскую республиканскую партию.